# ソウギョ
ソウギョ（草魚、Ctenopharyngodon idellus）は、コイ目コイ科クセノキプリス亜科に属する中国原産の淡水魚。日本では水草を食害する事で知られていて環境省が生態系被害防止外来種に指定している。

## 概要
原産地・中国では、淡水魚の中で最も多くの量が養殖・出荷されている。植物プランクトン食のハクレン、動物プランクトン食のコクレン、淡水生巻貝類などを食べるベントス食のアオウオとともに「中国四大家魚」と称される。名のとおり草食で、水草や水辺の草を摂食する。もともと大陸性の長大な大河とそこに連なる湖沼群に生息し、そうした環境に適応した生態を持つ。特に中国南部では、他の四大家魚とともに農業と有機的に結びついた伝統的養魚システムで養殖され、農村地帯の重要な蛋白源となってきた。ベトナムからアムール川流域まで、中国を中心に東アジアに広く分布するが日本を含む世界各地に移入され定住している外来種である。

## 名称
広東省などでは鯇魚（ワンユイ、広東語：waan5 jyu4）と呼ばれる。ベトナムでは草のコイを意味する Cá trắm cỏ（カー・チャム・コー）と呼ばれる。

## 特徴
体長は2メートルに達する大型魚だが、日本で見られるのは殆どが体長1.2メートル程度の個体である。体は一様に緑灰色で、腹面は黄白色をしており、特に目立つ模様はない。コイに似ているが、コイの背びれは前後に細長いのに対し、ソウギョの背びれは小さくて丸っこい。

### 食性
浮上期から体長 30ミリメートル 程度までの間は、雑食性で植物性プランクトンのランソウ類、ケイソウ類、緑藻類、ベンソウ類等のほか動物性プランクトンのワムシやミジンコを餌としている。体長 30ミリメートル程度から130ミリメートル程度までの間は、植物性プランクトン以外に浮遊する動物性ものやユスリカをエサとしている。体長 130ミリメートル程度を越えた個体は草食性で、水中で成長する藻や水面で成長するウキクサやヒシなどの他、マコモやヨシなどの抽水植物やイネ、水面上に垂れ下がった雑草なども食べる。口に歯はないが、喉に丈夫な咽頭歯をもち、これで植物を刈り取って摂食する。緑色をした1センチメートルくらいの丸い糞が新鮮な状態で水面に浮いているのを確認できたらソウギョが近くにいる可能性が高い。

### 繁殖
繁殖期の初夏になると、成魚は大河に集まって上流に向けて遡上し、水温18℃以上で産卵活動を行い浮遊性の大型卵を産み落とす。産み出されると水を吸い受精卵は5ミリメートル程度に膨らみ大河の流れに乗ってゆっくりと下り、約50時間から70時間で卵黄を持った仔魚が孵化する。卵は海まで流されると死んでしまうため、日本列島では海まで距離があり、勾配が弱く流れが緩やかな利根川水系以外では自然繁殖が成功しない要因とされている。この繁殖行動と浮遊卵という特性はハクレンなど他の四大家魚にも共通する。利根川でも堰や水門が相次いで建設された結果、20世紀末頃には利根大堰より上流へはソウギョやハクレンの遡上も困難になっている。埼玉県では、種苗養殖が行われている。
昭和30年代には埼玉水産試験場が人工受精に成功、種苗育成の際にはホルモン注射による採卵も行われている。

## 養殖
中国では華南を中心に、四大家魚を同じ養殖池を使って養殖することが行われてきた。現代の大規模な養殖法では別々に養殖されるが、四大家魚を含む全淡水魚の内で最も出荷量が多く、2010年には中国全体で422.2万トンが出荷された。省別では、湖北省（77.2万トン）、広東省（61.1万トン）、湖南省（54.5万トン）、江蘇省（38.1万トン）、江西省（37.9万トン）、広西チワン族自治区（23.1万トン）、安徽省（23.0万トン）、山東省（20.1万トン）の順であった。

### 寿命
一般に、寿命は7年-10年ほどと言われているが、条件が揃えば、20年以上とされている。
長野県の野尻湖では水草除去目的で1978年に5000匹ほど放流されたが、2017年時点では100匹程度にまで減少したと推定されている。
中国安徽省休寧県には、個人宅の池で1970年から飼育されている個体「魚王」がおり、人々に親しまれている。

## 日本のソウギョ

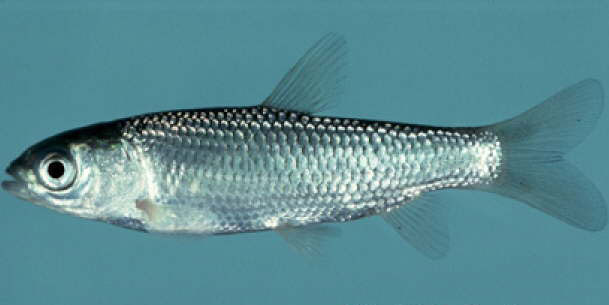
ソウギョの若魚

日本では、1878年(明治11)以降に他の四大家魚とともに日本人の蛋白源として日本列島内に導入が図られ、各地の川や湖沼に放流された。利根川水系への移植は、食糧難の解決のため1943年（昭和18年）と1945年（昭和20年）の2回で併せて2万3千尾、全国へは370万尾が放流された。また、戦後の農業形態の変化に伴って、湖沼に繁茂する水草が農業肥料などとして利用されなくなり、その繁茂を嫌った世論もあって各地で湖沼の水草を制限する意図で利根川水系産のソウギョが各地に放流された。
少なくとも1978年（昭和53年）時点のソウギョの評価は「川の掃除屋」であり、エサ代不要、急成長、二百カイリ規制無しの結構づくめの存在として新聞に持ち上げられていた。
しかし巨大に成長したソウギョは旺盛な食欲で各地の湖沼の水草を食いつくし、水草帯を生息地とする在来魚や水生昆虫の生息を脅かすなど生態系に深刻な悪影響を与えることが認識されるようになった。かつて水草の繁茂する湖だった長野県の野尻湖は、ソウギョの放流後水草が激減し、現在では網で囲った保護区域を除きほとんど見ることができない。当然水草の減少要因がソウギョだけでないとしても、ソウギョの放流と水草の減少が同期していることから鑑みれば、食害が原因である可能性は高い。また、水草を消化吸収した後に出す膨大な糞が湖沼底に堆積し、却って水質汚濁の原因ともなることが理解されるに至ったため、自然環境に好ましくない負荷をかける外来種と認識されるようになった。長野県木崎湖では、キザキフラスコモ（学名: Nitella minispora Imahori）が食害の結果、絶滅したことが報告されている。
利根川本川 - 霞ヶ浦周辺の利根川水系以外では繁殖できなくとも、ソウギョ自体の寿命や放流の継続により、これらの影響は長く続くと考えられている。
釣りの対象魚とされることのもあり、水草や稲の葉などが餌として使用される。

## 利用

### 食用
中華料理では、コクレンなどと並んで、重要な食用淡水魚で、中国南部を中心とした各地で養殖が行われ、流通している。
通常は、蒸し魚、煮魚、唐揚げ、スープなどにして食べることが多い。浙江省杭州市の浙江料理のひとつ「西湖醋魚」は、水煮にしたソウギョに酢の風味を効かせたくず餡をかけた名物料理である。福建省の清流県と寧化県、広東省仏山市では、刺身や生の切り身の和え物も伝統的に食べられているが、ソウギョには有棘顎口虫が寄生している事が多く、生食は非常に危険である。

### 観賞
埼玉県をはじめ、各地の内水面漁業協同組合により養殖されており、ニシキゴイのように大型観賞魚として流通している。アルビノ個体も作出、固定されており、盛んに出荷されている。

### 除草
ゴルフ場等の池で、藻や不要な水草、岸辺の雑草の繁茂を防ぐ目的で、しばしば養殖されたソウギョが購入され導入されている。

## ギャラリー

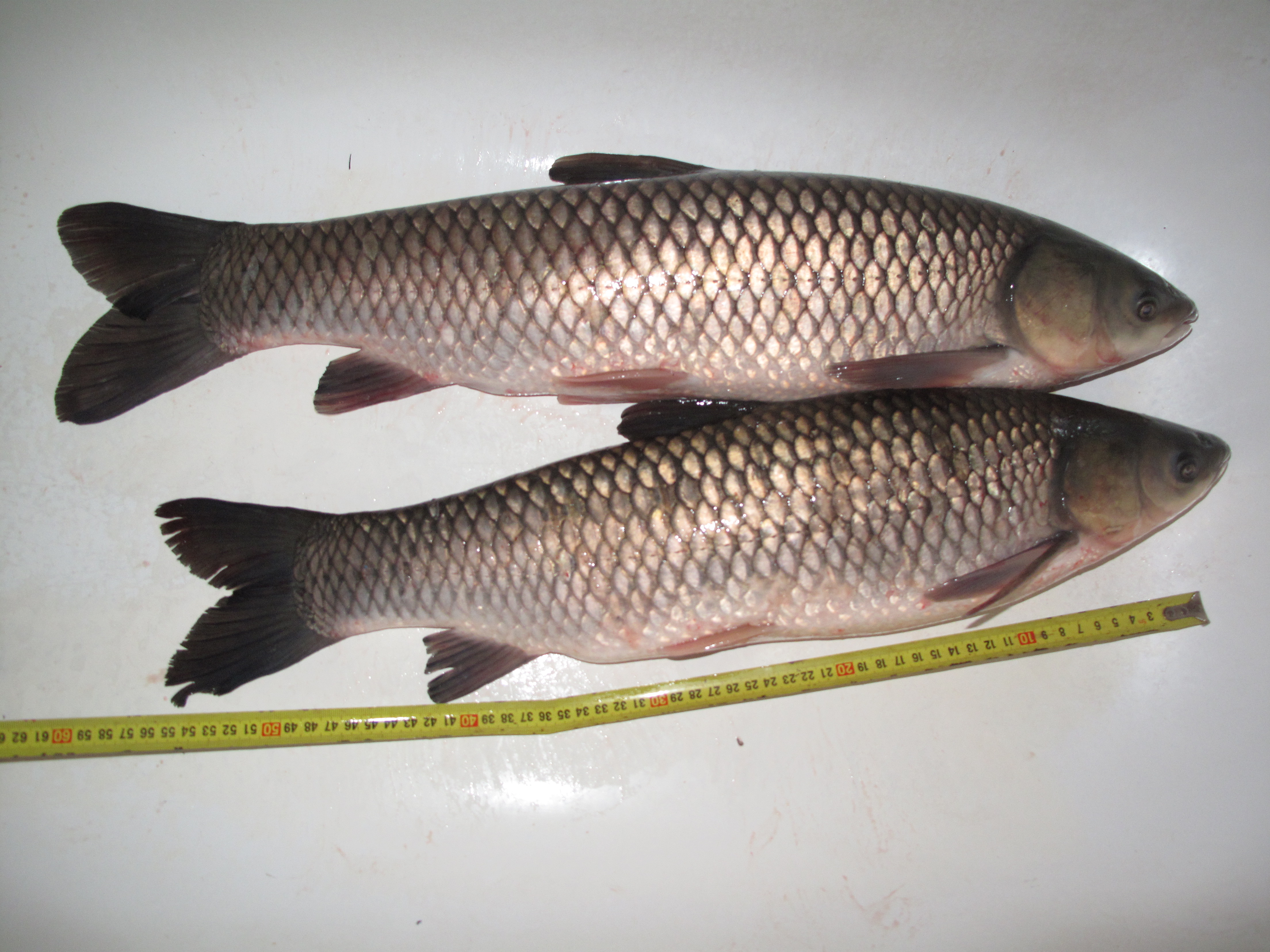
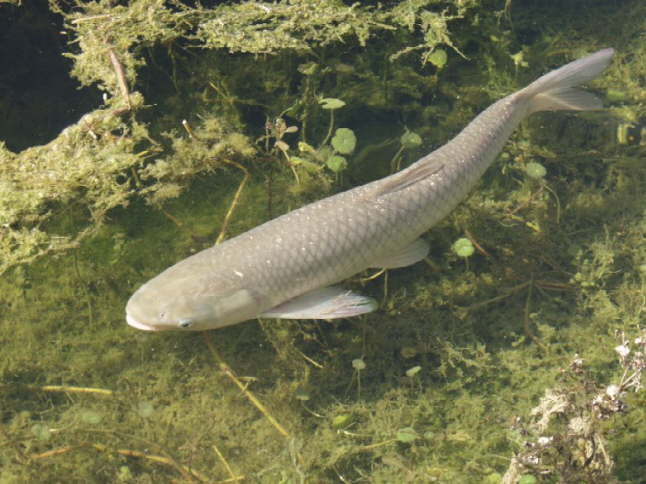
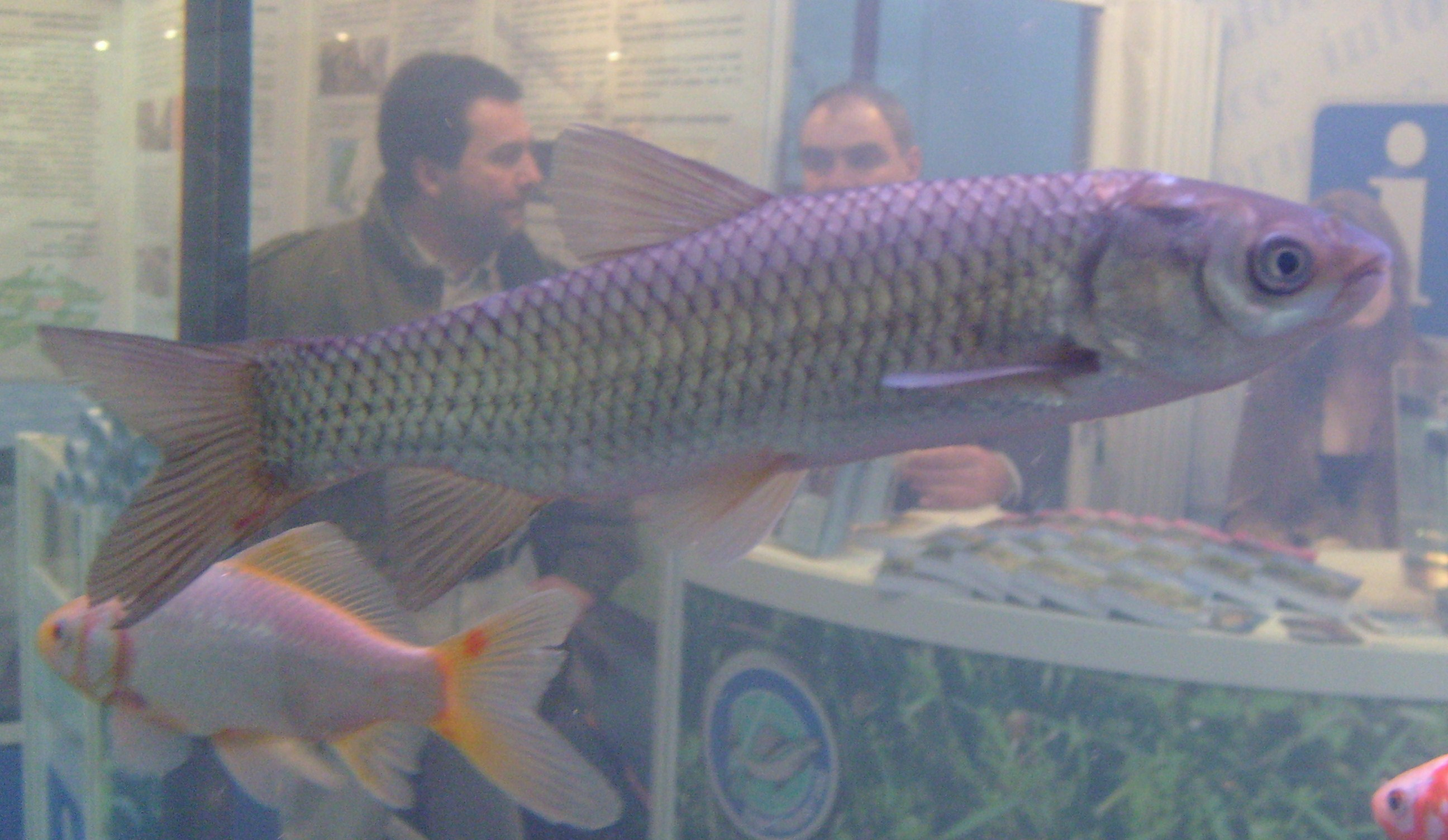
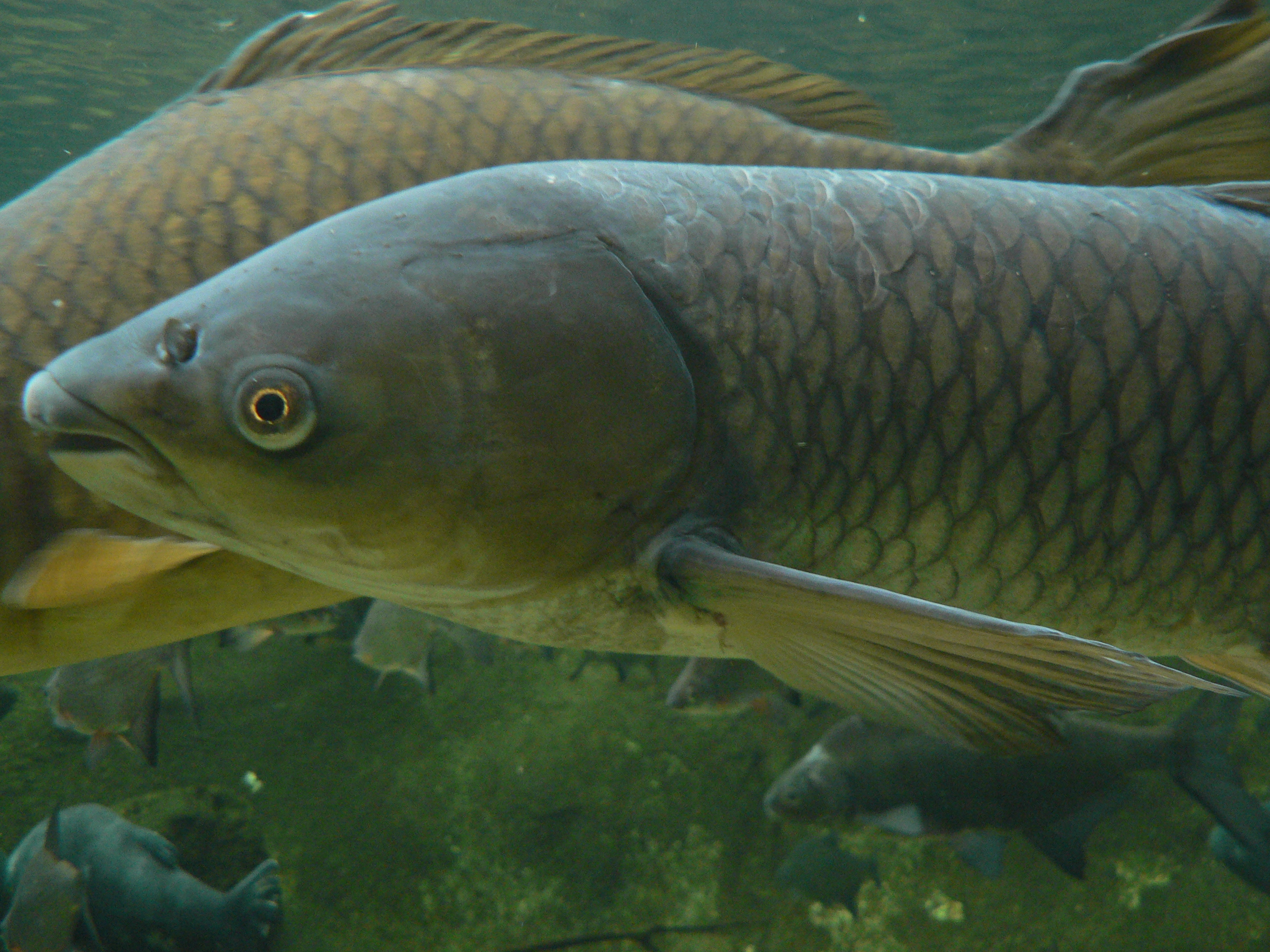